# Мургузький хребет
Мургузький хребет (вірм. Մուրղուզի լեռնաշղթա) — гірський хребет в системі  Малого Кавказу, розташований у  Вірменії, в Гегаркунікській і Тавушській областях, на північний схід від Севану. Найвища точка — вершина Мургуз (2993 м).
Складений вулканогенними породами і пісковиками. Тягнеться з північного заходу на південний схід на 27 км. Безлісний всюди, крім північно-західної частини, де до висоти 2000 м покритий з північного заходу хвойно-листяними, а з півночі і півдня  листяними — (дубовими і буковими) лісами. Хребет покритий численними кам'яними розсипами.